# 馬里利亞
22°12′50″S 49°56′45″W / 22.21389°S 49.94583°W

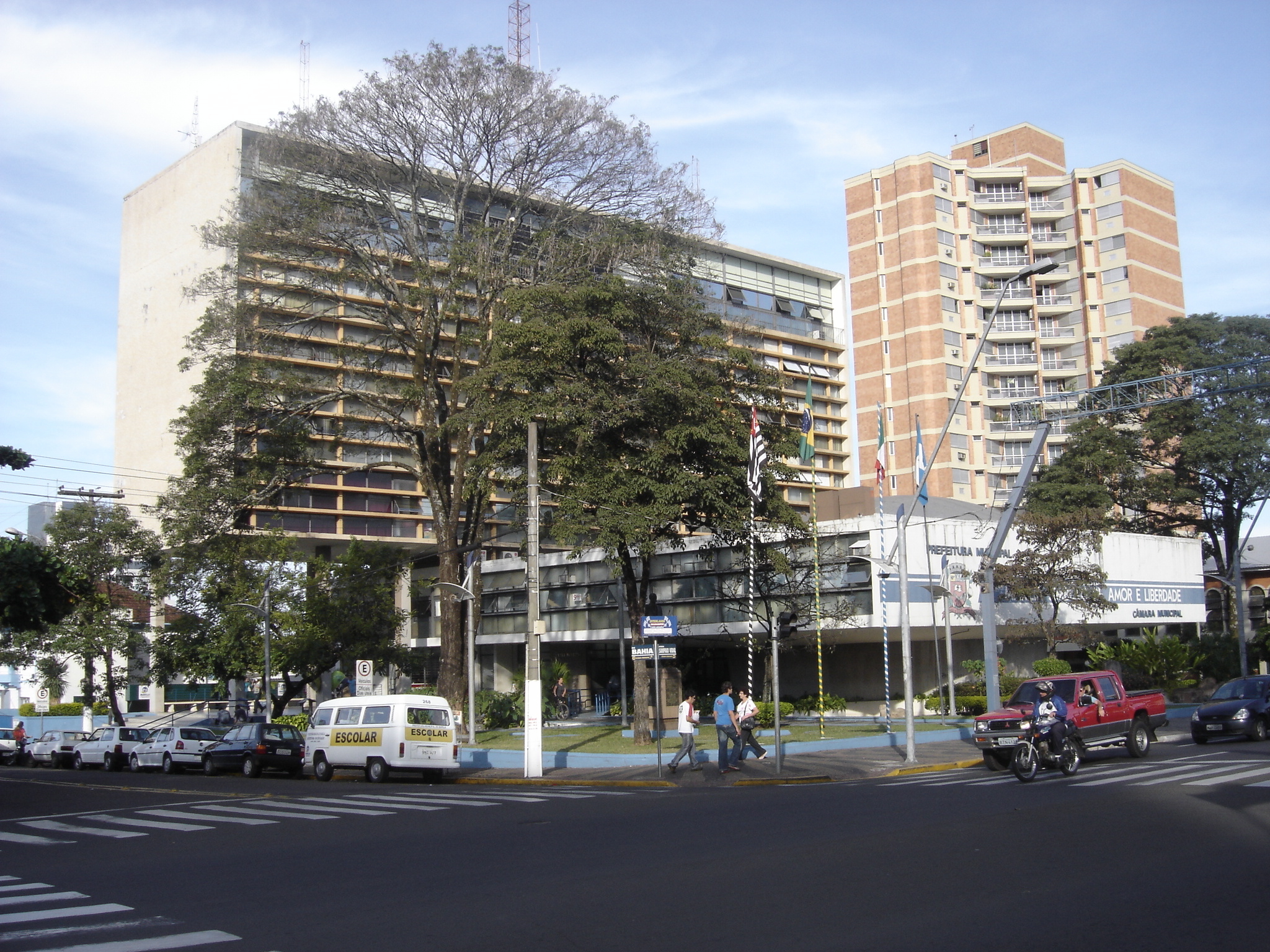
馬里利亞

馬里利亞（葡萄牙語：Marília）是巴西南部聖保羅州境內的一座城市，面積1,173平方公里，海拔高度660米，受熱帶氣候影響，主要經濟活動是食品業，2009年人口225,938。

## 外部連結
- （葡萄牙文） Marília's City Hall webpage （页面存档备份，存于）
- （葡萄牙文） Marília's Municipality's Chamber （页面存档备份，存于）